# Trichosphaerocera africana
Trichosphaerocera africana är en tvåvingeart som beskrevs av Papp 1978. Trichosphaerocera africana ingår i släktet Trichosphaerocera och familjen hoppflugor.
Artens utbredningsområde är Kongo. Inga underarter finns listade i Catalogue of Life.